# フェルナンド・マメーデ
フェルナンド・マメーデ（ Fernando Eugénio Pacheco  Mamede 、1951年11月1日 - ）は、1970年代から1980年代にかけて国際大会で活躍したポルトガルの元陸上競技選手である。ベージャ県ベージャ出身。男子10,000mの元世界記録保持者である(1984-1989)。同時代に活躍したカルロス・ロペスとともにポルトガルの陸上長距離界をリードした。
1972年ミュンヘンオリンピック、1976年モントリオールオリンピック1500mでは準決勝敗退。
1981年の世界クロスカントリー選手権ロングディスタンスで銅メダルを獲得 した。
1983年世界陸上選手権10000m14位。
1984年ロサンゼルスオリンピック直前に10,000mの世界記録を出し、10,000mで金メダルが期待された。予選1組を1位通過したが(28分21秒87)、決勝は、途中棄権に終わった。

## 自己ベスト記録
- 1500m - 3分37秒98（1976年7月29日）
- 10000m - 27分13秒81（1984年7月21日）